# Associazione Calcio Carpi 1924-1925
Questa pagina raccoglie le informazioni riguardanti l'Associazione Calcio Carpi nelle competizioni ufficiali della stagione 1924-1925.

## Stagione
Nella stagione 1924-1925 il Carpi ha disputato il girone C del campionato di Seconda Divisione Nord. Con 16 punti in classifica si è piazzato in terza posizione.

## Rosa
| N. |                     | Ruolo | Calciatore           |
| -- | ------------------- | ----- | -------------------- |
|    | Italia (bandiera)   | C     | Maino Benassi (I)    |
|    | Italia (bandiera)   | D     | Alberto Benassi (II) |
|    | Italia (bandiera)   | D     | Angiolino Camurri    |
|    | Italia (bandiera)   | C     | Afro De Pietri       |
|    | Ungheria (bandiera) | C     | József Jalowesky     |
|    | Italia (bandiera)   | A     | Augusto Maselli      |
|    | Italia (bandiera)   | C     | Sergio Micheli       |
|    | Italia (bandiera)   | A     | Antonio Moretti      |

| N. |                   | Ruolo | Calciatore         |
| -- | ----------------- | ----- | ------------------ |
|    | Italia (bandiera) | A     | Maino Sabbadini    |
|    | Italia (bandiera) | D     | Zorè Sabbadini     |
|    | Italia (bandiera) | D     | Alfredo Scacchetti |
|    | Italia (bandiera) | P     | Castone Setti      |
|    | Italia (bandiera) | C     | Enzo Silingardi    |
|    | Italia (bandiera) | A     | Zurga Tirelli      |
|    | Italia (bandiera) | A     | Gogliardo Turrini  |
|    | Italia (bandiera) | A     | Alberto Vascellari |